# Tlalmanalco

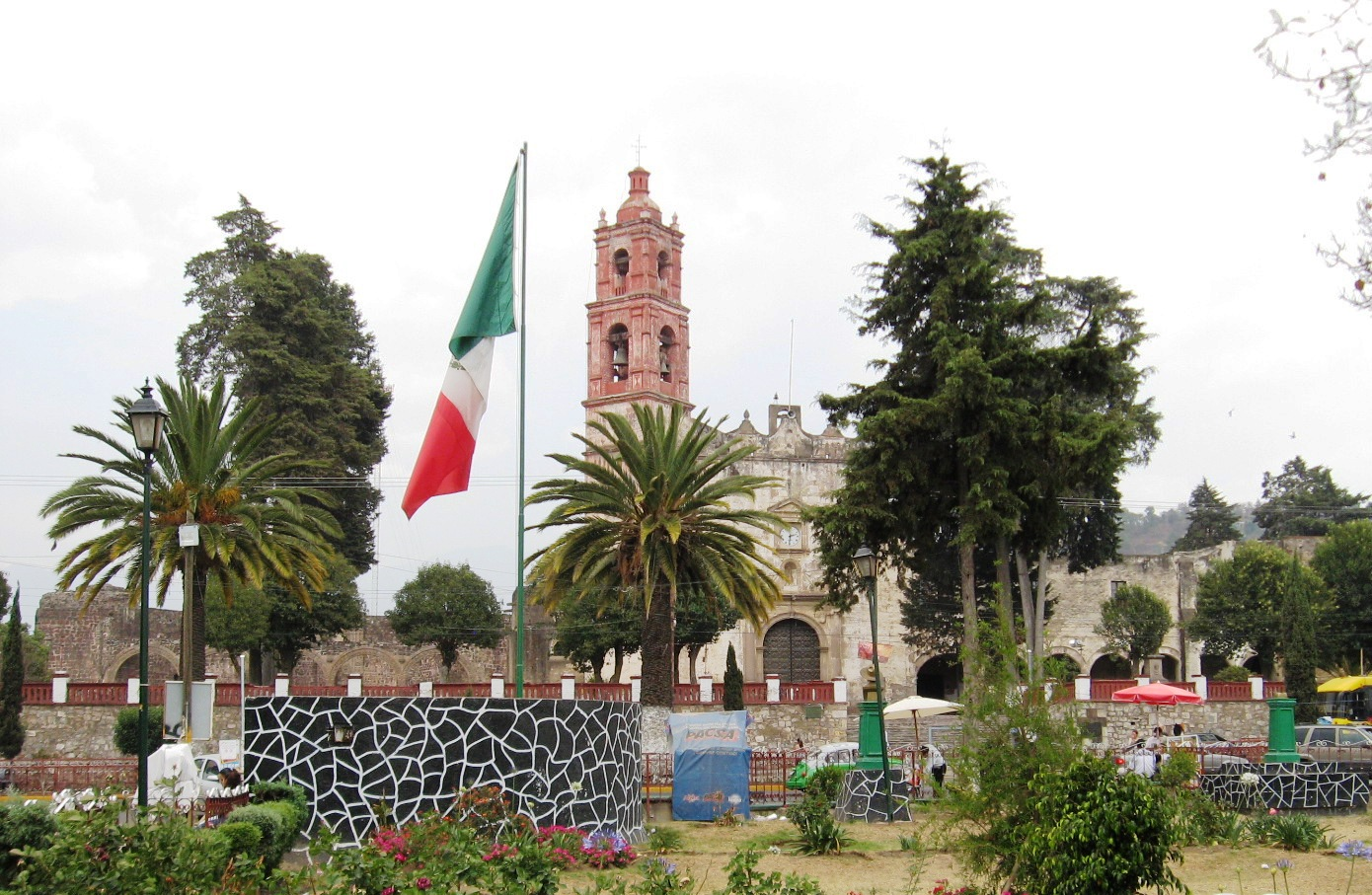
Vista da Igreja de São Luis Obispo na praça central de Tlalmanalco, Estado do México, no México.

Tlalmanalco é um município do estado do México, no México.